# جان اسکافیلد
جان اسکافیلد (انگلیسی: John Scofield؛ زادهٔ ۲۶ دسامبر ۱۹۵۱) موسیقی‌دان، آهنگساز اهل ایالات متحده آمریکا است.